# Communauté rurale de Léona
Pour les articles homonymes, voir Léona.
La communauté rurale de Léona est une communauté rurale du Sénégal située au nord-ouest du pays. 
Elle fait partie de l'arrondissement de Sakal, du département de Louga et de la région de Louga.